# 유태송
유태송은 대한민국의 기업 임원이다. 선경건설그룹 제1대 총 관리부장이다.

## 선경건설그룹
— 선경종합건설 (1977년)                          1977년, 당시 선경그룹(현재 SK그룹)이 건설 분야 진출을 위해 "선경종합건설"을 설립했다. 주로 섬유공장, 화학공장 등 그룹 내부 플랜트 건설을 지원하기 위해 출발했다

## 현대사에 족자를 남기다
1962년 부터 2008년까지 대한민국을 위해 최선을 다해 노력한 사람중 한명이다. 최종현 회장과 그 임원진들이 고민해 협우산업과 선경건설의 합병을 한것은 신의 한수 였다. 그러므로 인해서 기업이 발전할수 있었고 한국경제가 발전하고 잘 살 수 있었다.